# 夜の上海
『夜の上海』（原題: 夜。上海）は、2007年公開の中国・日本合作映画。日中国交正常化三十周年の記念作品になった。

## キャスト
| 役名               | 俳優               |
| ------------------ | ------------------ |
| 水島直樹           | 本木雅弘           |
| 林夕（リンシー）   | ヴィッキー・チャオ |
| 高橋美帆           | 西田尚美           |
| 河口龍一           | 塚本高史           |
| 東東（ドンドン）   | ディラン・クォ     |
| 加山淳             | 和田聰宏           |
| 小沈（ショウシン） | サム・リー         |
| 原理恵             | 大塚シノブ         |
| 山岡太郎           | 竹中直人           |
|                    | 牛犇               |
|                    | キティ・チャン     |

## 受賞歴
- イビサ国際映画祭：インディペンデント・スピリット賞
- 第17回北京大學生映画祭：審査員賞、最も歓迎された女優賞
- 第10回上海国際映画祭：最も歓迎された女優賞